# Apisa cana
Apisa cana là một loài bướm đêm thuộc phân họ Arctiinae, họ Erebidae.